# Championnats du monde de karaté 1977
Navigation
Édition précédente Édition suivante
Les championnats du monde de karaté 1977 ont eu lieu à Tōkyō, au Japon, en 1977. Il s'agissait de la quatrième édition des championnats du monde de karaté senior et de la deuxième ayant eu lieu dans la ville après ceux de 1970. Au total, 400 karatékas provenant de 47 pays du monde ont participé aux deux épreuves au programme.

## Résultats

### Épreuve individuelle
| Rang | Pays           | Karatéka            |
| ---- | -------------- | ------------------- |
| 1    | Pays-Bas       | Otti Roethoff       |
| 2    | Royaume-Uni    | Eugene Codrington   |
| 3    | Taipei chinois | Chen Chien          |
| 3    | Espagne        | Jean-Pierre Carbila |

### Épreuve par équipes
| Rang | Pays      | Karatékas              |
| ---- | --------- | ---------------------- |
| 1    | Pays-Bas  | Fred Royers, notamment |
| 2    | Allemagne |                        |
| 3    | France    |                        |
| 3    | Iran      |                        |

## Tableau des médailles
Au total, huit médailles ont été distribuées. Sept pays en ont remporté au moins une. Au tableau des médailles, ce sont les Pays-Bas qui s'imposent en tête en remportant les deux médailles d'or tandis que le Japon, pays hôte, n'obtient aucune médaille.
| Tableau des médailles |                |    |        |        |       |
| Rang                  | Pays           | Or | Argent | Bronze | Total |
| 1                     | Pays-Bas       | 2  | 0      | 0      | 2     |
| 2                     | Allemagne      | 0  | 1      | 0      | 1     |
| 2                     | Royaume-Uni    | 0  | 1      | 0      | 1     |
| 4                     | Taipei chinois | 0  | 0      | 1      | 1     |
| 4                     | Espagne        | 0  | 0      | 1      | 1     |
| 4                     | France         | 0  | 0      | 1      | 1     |
| 4                     | Iran           | 0  | 0      | 1      | 1     |